# Coyotillos, San Luis Potosí
Coyotillos är en ort i Mexiko.   Den ligger i kommunen Ahualulco och delstaten San Luis Potosí, i den centrala delen av landet, 400 km nordväst om huvudstaden Mexico City. Coyotillos ligger 1 831 meter över havet och antalet invånare är 403.
Terrängen runt Coyotillos är platt åt sydost, men åt nordväst är den kuperad. Runt Coyotillos är det ganska tätbefolkat, med 54 invånare per kvadratkilometer. Närmaste större samhälle är Ahualulco, 2,0 km norr om Coyotillos. Omgivningarna runt Coyotillos är i huvudsak ett öppet busklandskap.